# Klaus Kübler
Klaus Kübler (ur. 17 kwietnia 1959) – niemiecki lekkoatleta,  specjalista trójskoku, medalista halowych mistrzostw Europy. W czasie swojej kariery reprezentował Republikę Federalną Niemiec.
Zdobył brązowy medal w trójskoku na  mistrzostwach Europy juniorów w 1977 w Doniecku. Zajął 6. miejsce w tej konkurencji na halowych mistrzostwach Europy w 1980 w Sindelfingen.
Zdobył srebrny medal na halowych mistrzostwach Europy w 1981 w Grenoble, ulegając jedynie Szamilowi Abbiasowowi ze Związku Radzieckiego, a wyprzedzając Astona Moore’a z Wielkiej Brytanii]. Na kolejnych halowych mistrzostwach Europy w 1982 w Mediolanie zajął 10. miejsce.  
Kübler był mistrzem RFN w trójskoku w 1977 i 1980, wicemistrzem w tej konkurencji w 1978 i 1979 oraz brązowym medalistą w 1983 i 1986, a także halowym mistrzem RFN w trójskoku w 1980, 1982 i 1983, wicemistrzem w 1981 oraz brązowym medalistą w 1977 i 1978.
Dwukrotnie poprawiał rekord RFN w tej konkurencji doprowadzając go do wyniku 16,91 m, uzyskanego 31 maja 1981 w Fürth. Był to najlepszy wynik w jego karierze, natomiast w hali rekord życiowy Küblera wynosił 16,77 m (6 lutego 1981 w Sindelfingen).